# 11002 Richardlis
A 11002 Richardlis (ideiglenes jelöléssel 1979 MD1) a Naprendszer kisbolygóövében található aszteroida. Eleanor F. Helin és Schelte J. Bus fedezte fel 1979. június 24-én.